# العلاقات البلغارية الميكرونيسية
العلاقات البلغارية الميكرونيسية هي العلاقات الثنائية التي تجمع بين بلغاريا وولايات ميكرونيسيا المتحدة.

## مقارنة بين البلدين
هذه مقارنة عامة ومرجعية للدولتين:
| وجه المقارنة                                              | بلغاريا                                                                             | ولايات ميكرونيسيا المتحدة |
| --------------------------------------------------------- | ----------------------------------------------------------------------------------- | ------------------------- |
| المساحة (كم2)                                             | 110.99 ألف                                                                          | 702                       |
| عدد السكان (نسمة)                                         | 7.08 مليون                                                                          | 105.54 ألف                |
| الكثافة السكانية (ن./كم²)                                 | 63.79                                                                               | 15.03 ألف                 |
| العاصمة                                                   | صوفيا                                                                               | باليكير                   |
| اللغة الرسمية                                             | اللغة البلغارية                                                                     | لغة إنجليزية              |
| العملة                                                    | ليف بلغاري                                                                          | دولار أمريكي              |
| الناتج المحلي الإجمالي (بليون دولار)                      | 56.83 مليار                                                                         | 336.43 مليون              |
| الناتج المحلي الإجمالي (تعادل القوة الشرائية) بليون دولار | 130.99 مليار                                                                        | 365.27 مليون              |
| الناتج المحلي الإجمالي الاسمي للفرد دولار أمريكي          | 8.03 ألف                                                                            | 3.02 ألف                  |
| الناتج المحلي الإجمالي للفرد دولار أمريكي                 | 17.21 ألف                                                                           |                           |
| مؤشر التنمية البشرية                                      | 0.782                                                                               | 0.640                     |
| رمز المكالمات الدولي                                      | +359                                                                                | +691                      |
| رمز الإنترنت                                              | .bg، .бг ‏                                                                           | .fm                       |
| المنطقة الزمنية                                           | ت ع م+02:00، ت ع م+03:00، أوروبا/صوفيا ‏، توقيت شرق أوروبا، توقيت شرق أوروبا الصيفي ‏ |                           |

## منظمات دولية مشتركة
يشترك البلدان في عضوية مجموعة من المنظمات الدولية، منها:
| علم المنظمة | اسم المنظمة                               | تاريخ انضمام بلغاريا | تاريخ انضمام ولايات ميكرونيسيا المتحدة |
| ----------- | ----------------------------------------- | -------------------- | -------------------------------------- |
|             | يونسكو                                    | 17 مايو 1956         | 19 أكتوبر 1999                         |
|             | وكالة ضمان الاستثمار متعدد الأطراف        | 23 سبتمبر 1992       | 11 أغسطس 1993                          |
|             | الأمم المتحدة                             | 14 ديسمبر 1955       | 17 سبتمبر 1991                         |
|             | البنك الدولي للإنشاء والتعمير             | 25 سبتمبر 1990       | 24 يونيو 1993                          |
|             | الاتحاد الدولي للاتصالات                  | 18 سبتمبر 1880       | 18 مارس 1993                           |
|             | منظمة حظر الأسلحة الكيميائية              | ?                    | ?                                      |
|             | مؤسسة التمويل الدولية                     | 22 يوليو 1991        | 24 يونيو 1993                          |
|             | المركز الدولي لتسوية المنازعات الاستشارية | 13 مايو 2001         | 24 يوليو 1993                          |

## وصلات خارجية
- موقع وزارة الخارجية البلغارية